# Steinfjord
Steinfjord est une localité du comté de Troms, en Norvège.

## Géographie
Administrativement, Steinfjord fait partie de la kommune de Berg.